# 比海夫 (阿拉巴馬州)
比海夫（英語：Bee Hive）是一個位於美國阿拉巴馬州李縣的非建制地區。該地的面積和人口皆未知。

## 地理
比海夫的座標為32°33′13″N 85°34′41″W / 32.55361°N 85.57806°W，而該地的平均海拔高度為149米（即489英尺）。